# Aleksander Rajchman (matematyk)
Aleksander Michał Rajchman (ur. 13 listopada 1890 w Warszawie, zm. prawdopodobnie 7 sierpnia 1940 w Sachsenhausen) – polski matematyk. 

## Życiorys
Pochodził z rodziny kupieckiej pochodzenia żydowskiego. Syn dziennikarza Aleksandra i Melanii z Hirszfeldów, brat Heleny Radlińskiej i Ludwika. W latach 1908–1912 studiował matematykę, literaturę i prawo na Uniwersytecie Paryskim i w Collège de France. W roku akademickim 1912/1913 kontynuował studia matematyczne na Wydziale Filozoficznym Uniwersytetu Jagiellońskiego pod kierunkiem profesora Stanisława Zaremby, zaś w latach 1914–1915 – w Wiedniu. W latach 1913–1914 i ponownie od 1915 uczył matematyki w prywatnej szkole średniej w Warszawie. W roku akademickim 1917/1918 wykładał szeregi trygonometryczne na Wydziale Przyrodniczo-Matematycznym Wolnej Wszechnicy Polskiej. W 1919 obronił doktorat na Wydziale Filozoficznym Uniwersytetu Warszawskiego na podstawie rozprawy O szeregach trygonometrycznych sumowalnych metodą Poissona wydrukowanej w Pracach Matematyczno-Fizycznych. Był to pierwszy doktorat z matematyki na UW po I wojnie światowej. Uroczysta promocja odbyła się 10 listopada 1921. Od 1 października 1919 pracował jako asystent w Seminarium Matematycznym UW (od 1 października 1922 – starszy asystent), gdzie prowadził m.in. ćwiczenia z geometrii analitycznej. Od 1922 wykładał na Wolnej Wszechnicy Polskiej. Od 16 października 1925 był tam etatowym docentem, od 29 października 1926 – profesorem w Katedrze Geometrii. W 1925 habilitował się na Uniwersytecie Warszawskim. Od 12 lipca 1926 był tam docentem matematyki. Prowadził wykłady m.in. z geometrii analitycznej, analizy matematycznej, rachunku prawdopodobieństwa, równań różniczkowych. Z dniem 1 września 1935 przeszedł na Uniwersytecie Warszawskim na emeryturę. Od 1937 był profesorem nadzwyczajnym WWP. W latach 1932–1936 był wykładowcą w oddziale tej uczelni w Łodzi. W roku akademickim 1929/1930 przebywał na stypendium naukowym w Paryżu, w ramach którego ponownie uczęszczał na wykłady Collège de France.
W czerwcu 1930 wziął udział w Pierwszym Wszechzwiązkowym Zjeździe Matematyków w Charkowie. Wśród jego uczniów byli Antoni Zygmund i Stanisław Saks. Od 1930 do 1935 redagował dział zadaniowy czasopisma Mathesis Polska. Współpracował także z pismami Miesięcznik Literacki i Oblicze Dnia. Od 1938 do 1939 był delegatem do Rady Polskiego Towarzystwa Statystycznego z ramienia Sekcji Statystyki Matematycznej. W kwietniu 1940 został aresztowany przez Gestapo. Był więziony w więzieniu śledczym przy alei Szucha, a od 4 maja 1940 w obozie koncentracyjnym Sachsenhausen, gdzie otrzymał numer obozowy 24098. Przyczyny jego śmierci w obozie nie są znane.
W pracy naukowej zajmował się teorią szeregów trygonometrycznych (w szczególności szeregami Fouriera), funkcjami zmiennej rzeczywistej i statystyką matematyczną. Propagował stosowanie rachunku prawdopodobieństwa w badaniach statystycznych.